# Sanne van Olphen
Sanne Chloe van Olphen (Den Haag, 13 maart 1989) is een Nederlands voormalig handbalster.

## Carrière
Van Olphen speelde in Nederland voor Omni SV Hellas. In 2011 ging Van Olphen naar Denemarken om SønderjyskE, waarmee ze steeg naar de hoogste Deense competitie Design 2012. Van het seizoen 2014/15 tot 2016/17 was ze actief voor de Franse club Toulon St-Cyr Var Handbal. In 2017 vertrok ze naar het Deense Viborg HK. Na het seizoen 2017/18 besloot Van Olphen die langdurig gehinderd werd door knieklachten, op 29-jarige leeftijd een punt achter haar handbalcarrière te zetten. In het seizoen 2019/20 maakte van Olphen haar rentree bij de Franse 1. Ligaclub Mérignac Handball. In Juni 2021 maakte Van Olphen bekend om definitief een punt te zetten achter haar handbalcarrière.
Van Olphen speelde 89 interlands voor het Nederlands handbalteam, waarin ze 141 goals scoorde. Ze won zilver met het Nederlands handbalteam op het EK 2016 in Zweden.
In maart 2016 tijdens het OKT in Metz (Frankrijk) is er een historisch hoogtepunt voor Van Olphen en het Nederlandse handbal, ze kwalificeerden zich voor het eerst voor de Olympische Spelen. Doordat de wedstrijd om het brons verloren werd van de huidige wereldkampioen Noorwegen (23-36), eindigden ze uiteindelijk op de vierde plaats.

## Individuele prijzen
- Rechteropbouwster van het jaar van de Eredivisie: 2010/11

## Privé
De vader van Sanne van Olphen, Patrick van Olphen, speelde op hoog niveau handbal en kwam 222 keer uit voor het nationaal team. Haar oom, Fabian van Olphen, speelde ook op hoog niveau handbal.